# Leila Aboulela
Leila Aboulela (Le Caire, 1964), en arabe, 'ليلى ابوالعلا') est une femme de lettres soudanaise. 

## Biographie
Née en Égypte, elle grandit à Khartoum. Elle est la fille d'une mère égyptienne (professeure d'université) et d'un père soudanais. Sa grand-mère a étudié la médecine dans les années 1940. Elle étudie à la Khartoum American School et l'économie à l'Université de Khartoum. Puis elle prolonge ses études en Angleterre et obtient un diplôme M.Phil. en statistique à la London School of Economics,.  
Elle vit plusieurs années à Aberdeen, en Écosse, et habite maintenant à Doha, au Qatar. 

## Œuvre
Son œuvre reflète en partie cette vie entre l'Europe et les pays arabes. Le roman Le Musée décrit les abîmes séparant deux étudiants, l'une Soudanaise, l'autre Écossais. Le Minaret est consacrée à une femme soudanaise d'origine aristocratique contrainte à l'exil en Grande-Bretagne à la suite d'un coup d’État,

## Principales publications
- 1999 : The Translator
- 2001 : Coloured Lights
- 2002 : The Museum
- 2005 : Minaret
- 2010 : Lyrics Alley
- 2015 : The Kindness of Enemies
- 2018 : Elsewhere, Home
- 2019 : Bird Summons

## Publications en français
- La Traductrice[5], Editions Zoé, 2003.
- Le Musée[6], Éditions Zoé, 2004.
- Le Minaret, Flammarion, 2006.

## Prix
- 2000 Prix Caine, "The Museum"
- 2000 Saltire Society Scottish First Book of the Year Award, "The Translator"
- 2002 PEN Macmillan Macmillan Silver PEN Award (shortlist), "Coloured Lights"
- 2003 Race and Media Award, "The Translator"

'The Translator, a été nommé également au Prix Orange pour la fiction.